# Toledo (Ohio)
Toledo város az Egyesült Államok Ohio államában, Lucas megyében, melynek megyeszékhelye is. Az Erie-tó délnyugati partján elterülő város Ohio állam negyedik legnépesebb települése, az USA-beli Toledói egyházmegye püspöki székhelye, az államhatáron fekszik.
A Maumee folyó nyugati partján alapították 1833-ban, akkor a Michigan Territórium része volt, majd a toledói háború után, 1837-ben újraalapították, ekkor már Ohio részeként. Gyors növekedésnek indult, köszönhetően földrajzi helyzetének. Iparát az üveg- és autóalkatrész-gyártás jellemzi.
Területe 217,8 km², ebből 208,8 km² a szárazföldi terület. Az egykori Nagy Fekete Ingovány északi részén terül el. Klímája nedves-kontinentális.

## Népesség
A 2000-es népszámlálási adatok szerint a városnak mintegy 313 000 lakosa van, ezzel az 57. legnagyobb város az USA-ban.
| Lakosok száma | 1222 | 380 000 | 344 000 | 312 200 | 287 208 | 270 871 |
|               | 1840 | 1974    | 1984    | 1998    | 2010    | 2020    |

## Története
A területet először 1794-ben népesítették be fehérek, a Fort Industry erőd megalapításával, de sokan elhagyták az 1812-es brit–amerikai háború során. 1817-ben alakult ki újra település Port Lawrence néven, mellette egy másik Vistula névvel. A Miami és Erie-csatorna megépítésekor, az 1830-as években több kisebb település is versengett azért, hogy a csatorna északi vége lehesse, Port Lawrence és Vistula ezekben az időkben egyesült, és új településük neveként a Toledot választották. Toledo erőfeszítései ellenére, a csatorna vége a várostól kicsit messzebb épült meg.
Az 1835-36-ban majdnem vértelenül lezajlott toledoi háború Indiana állam határa és az Erie-tó közötti kis földsáv miatt tört ki Ohio és a Michigan Territórium között. Ma ezen a sávon a város és Sylvania és Oregon városkörnyéki települések osztoznak.
Toledo nagyon lassan fejlődött a megalapítása utáni első két évtizedben. A letelepülők amilyen gyorsan érkeztek a városban, olyan gyorsan távoztak is, a földek nagyon gyakran cseréltek gazdát. A csatornát 1843-ban fejezték be. Ezután azonban a hajók nem tudtak közlekedni rajta, mert túl nagyra építették őket. A legtöbb hajó inkább a Swan Creeken hajózott, és a csatorna hivatalos végét nem használták. Így a csatorna végén lévő város (Manhattan) helyett Toledonak jutott a kereskedelmi forgalom nagyobb része. Manhattant nagyrészt elhagyták lakosai. 1850-ben Toledoban 3829-en laktak, míg Manhattanban csak 541-en. Tíz év múlva Toledonak már 13768 lakosa volt. Toledo területe ezalatt 359%-kal nőtt meg. A 19. század második felében a vasút lassan átvette a csatornák szerepét, Toledo hamarosan vasúti elosztóközponttá, átrakodóhellyé vált, ami iparát is jelentősen fellendítette. A vasúttársaságok irodái mellett bútorkészítők, kocsikészítők, üveggyártók, sörfőzdék telepedtek meg a városban. Sok bevándorló érkezett a városba, akiket a gyári munka lehetősége, és a város könnyű megközelíthetősége vonzott. 1880-ra Toledo az egyik legnagyobb város lett Ohioban.
A 20. század elején a város tovább nőtt, de a nagy gazdasági világválság őt sem kerülte el. A város vezetése több projektet indított, hogy a lakosokat munkalehetőséghez juttassa. Ilyen volt többek között a Toledói Állatkertben épített amfiteátrum és akvárium, vagy a Toledói Szépművészeti Múzeum bővítése.
A város újjáéledt, de a 20. század második felének amerikai gazdasági válsága, és a fehér lakosok városkörnyékre költözése azt eredményezte, hogy a város az 1980-as évekre depresszióba süllyedt. A belvárosban több épületet lebontottak, sok építkezés csődbe ment. Napjainkban Toledo belvárosát újra fejlesztik, hogy visszacsábítsák a lakosokat. Több szórakozási lehetőséget alakítanak ki, a Lucas megyei Aréna 2009-ben nyílt meg, a folyóparti parkot is fejlesztik, sétautakat alakítottak ki és számos új étterem is megnyílt.

## Testvérvárosok
Észak-Amerika első testvérvárosi kapcsolatát 1931-ben alakította ki Toledo a spanyol Toledoval.
- Delmenhorst,  Németország
- Londrina,  Brazília
- Poznań,  Lengyelország
- Szeged,  Magyarország
- Tanga,  Tanzánia
- Toledo, Castile-La Mancha,  Spanyolország
- Tojohasi,  Japán
- Csinhuangtao,  Kína

Toledonak testvérvárosi kapcsolatain túl baráti város kapcsolata van az alábbi városokkal
- Banja Luka,  Bosznia-Hercegovina
- Nyikopol,  Ukrajna
- Pohang,  Dél-Korea
- Tomszk,  Oroszország
- London,  Kanada

## Fordítás
- Ez a szócikk részben vagy egészben  a   Toledo, Ohio című angol Wikipédia-szócikk ezen változatának fordításán alapul.  Az eredeti cikk szerkesztőit annak laptörténete sorolja fel. Ez a jelzés csupán a megfogalmazás eredetét és a szerzői jogokat jelzi, nem szolgál a cikkben szereplő információk forrásmegjelöléseként.